# Nate Wiggins
Nathaniel Wiggins (Atlanta, 28 agosto 2003) è un giocatore di football americano statunitense che milita nel ruolo di cornerback per i Baltimore Ravens della National Football League (NFL).

## Carriera universitaria
Nella sua prima stagione a Clemson, Wiggins giocò sporadicamente e faticò in campo, venendo definito in seguito da egli stesso e dal suo allenatore Dabo Swinney come "immaturo". Iniziò la sua seconda stagione con alte aspettative dopo avere ricevuto dagli allenatori e dai suoi compagni complimenti per la sua crescita e per la sua maturazione nei mesi precedenti. Nella vittoria nella finale della Atlantic Coast Conference, Wiggins ritornò un intercetto per 98 yard in touchdown, il più lungo nella storia della finale della ACC. Chiuse la stagione con 30 tackle, 11 passaggi deviati e un intercetto. Nel 2023 fu inserito nella formazione ideale della conference e optò per passare tra i professionisti.

## Carriera professionistica

### Baltimore Ravens
Wiggins fu scelto nel corso del primo (30º assoluto) del Draft NFL 2024 dai Baltimore Ravens. Debuttò come professionista subentrando nella sconfitta per 27-20 contro i Kansas City Chiefs campioni in carica del primo turno mettendo a segno 2 tackle. Nell'ultimo turno fece registrare il primo intercetto in carriera ritornandolo in touchdown nella vittoria sui Cleveland Browns. La sua stagione da rookie si concluse con 33 placcaggi, 13 passaggi deviati e un fumble forzato in 15 presenze, di cui 6 come titolare.